# François-André Potel
François-André Potel (* 26. April 1697 in Auxerre; † 25. August 1783 ebenda) war ein französischer Geistlicher, Lokalhistoriker und Autor.

## Leben
François-André Potel wurde am 26. April 1697 in Auxerre als Sohn des Kaufmanns Balthasard André Potel und seiner Frau Catherine Mérat geboren. Er trat früh in den geistlichen Stand und wurde spätestens 1736 Domherr der Kathedrale von Auxerre. Als solcher war er einer der engen Freunde des Bischofs Charles de Caylus, dem er auch die Leichenpredigt hielt. Viele Jahre war er Verwalter des Hôtel-Dieu. Dem Beispiel seines Mitbruders Jean Lebeuf folgend, widmete sich Potel historischen Studien und hinterließ einige (zum Teil anonym gedruckte) Aufsätze, die nicht ohne Verdienst für die Bistumsgeschichte sind. 1749 war er einer der Gründer der Société des sciences et belleslettres d’Auxerre.
Ungedruckt, und damit verloren, sind seine Vorträge über die Gräber der ersten Bischöfe der Stadt Auxerre (er vermutete sie in der Nähe der Kirche Saint-Amatre, was sich bei späteren Grabungen als richtig herausstellte) und das mit dem Abbé Mignot redigierte Manuskript Notice des auteurs et monuments qui peuvent servir à l’histoire d’Auxerre avec des observations critiques.

## Werke
- Martyrologium sanctae Autissiodorensis Ecclesiae … : DD. Caroli de Caylus, Autissiodorensis episcopi, autoritate, et ejusdem Ecclesiae capituli consensu editum. Canones conciliorum et selectae sanctorum patrum sententiae quae leguntur ante Martyrologium : juxta ritum sanctae Autissiodorensis Ecclesiae. Sumptibus F. Fournier, Autissiodori, 1751
- Eloge funèbre consacré au Dieu Tout-Puissant et à la Mémoire immortelle de MM. Charles-Gabriel-Daniel de Pestel, de Thubières, de Caylus, Evêque d’Auxerre. s. n, [Auxerre] 1754
- D.D Joannis Lebeuf, presbyteri Autissiodoraei, Sanctae Autissiodorensis ecclesiae olim canonici honorarii et succentoris, encomium funebre. [s.n.], [S.l.], [1760]
- Eclaircissemens sur quelques rits particuliers à l’église d’Auxerre, en réponse aux questions d’un pieux laïque, par un chanoine de la cathédrale d’Auxerre, 1770
- Vie de messire André Colbert, 102° évêque d’Auxerre, 1772
- Recueil de pièces d’antiquités sur la ville d’Auxerre, 1776